# حكومة إدوار فيليب
حكومة إدوارد فيليب (بالفرنسية: Gouvernement Édouard Philippe)‏ هي الحكومة الأربعون للجمهورية الفرنسية الخامسة. وهي أول حكومة شُكلت بأمر من رئيس فرنسا إيمانويل ماكرون الذي نصب رئيساً للبلاد في 14 مايو 2017. يترأسها إدوار فيليب.

## السياق
في 15 مايو 2017، عين الرئيس الجديد إيمانويل ماكرون السيد إدوار فيليب رئيساً لوزراء فرنسا بعد يوم من تنصيبه .
وفي 17 مايو 2017 أعلنت التشكيلة الحكومية.

## القائمة

### رئيس الوزراء
| الصورة | الحقيبة الوزارية     | الاسم       |  | الحزب             |
| ------ | -------------------- | ----------- |  | ----------------- |
|        | رئيس الوزراء الفرنسي | إدوار فيليب |  | الجمهوريون (منشق) |

### وزراء دولة
| الصورة | الحقيبة الوزارية                          | الاسم        |  | الحزب              |
| ------ | ----------------------------------------- | ------------ |  | ------------------ |
|        | وزير دولة، وزير الداخلية                  | جيرار كولومب |  | الحزب الاشتراكي    |
|        | وزير دولة، وزير الانتقال البيئي والتضامني | نيكولا إولو  |  | إيكولوجي           |
|        | وزير دولة، حارس الأختام، وزير العدل       | فرنسوا بايرو |  | الحركة الديمقراطية |

### الوزراء
| الصورة | الحقيبة الوزارية                                                      | الاسم               |  | الحزب                 |
| ------ | --------------------------------------------------------------------- | ------------------- |  | --------------------- |
|        | وزيرة الجيوش                                                          | سيلفي غولار         |  | الجمهورية إلى الأمام! |
|        | وزير أوروبا والشؤون الخارجية                                          | جان إيف لودريان     |  | الحزب الاشتراكي       |
|        | وزير التخطيط                                                          | ريشار فيرون         |  | الجمهورية إلى الأمام! |
|        | وزيرة الشؤون الاجتماعية والصحة                                        | أنياس بوزين         |  | مستقل                 |
|        | وزيرة الثقافة                                                         | فرانسواز نيسان      |  | مستقل                 |
|        | وزير الاقتصاد                                                         | برونو لو مير        |  | الجمهوريون (منشق)     |
|        | وزير التربية الوطنية                                                  | جان ميشال بلانكيه   |  | يمين متنوع            |
|        | وزيرة العمل                                                           | موريال بينيكو       |  | مستقل                 |
|        | وزير الزراعة والتغذية                                                 | جاك ميزار           |  | حزب اليسار الراديكالي |
|        | وزير الميزانية                                                        | جيرالد دارمانان     |  | الجمهوريون (منشق)     |
|        | وزيرة التعليم العالي والبحث والاختراع                                 | فريدريك فيدال       |  | مستقل                 |
|        | وزيرة ما وراء البحار                                                  | أنيك جيراردان       |  | حزب اليسار الراديكالي |
|        | وزيرة الشباب والرياضة                                                 | لورا فليسال كولوفيك |  | مستقل                 |
|        | وزيرة معتمدة لدى وزير الانتقال البيئي والتضامني مكلفة بالنقل          | إليزابيت بورن       |  | مستقل                 |
|        | وزيرة معتمدة لدى وزير أوروبا والشؤون الخارجية مكلفة بالشؤون الأوروبية | ماريال دو سارناز    |  | الحركة الديمقراطية    |

### كتاب الدولة
| الصورة | الحقيبة الوزارية                                                         | الاسم            |  | الحزب                 |
| ------ | ------------------------------------------------------------------------ | ---------------- |  | --------------------- |
|        | كاتب دولة مكلف بالعلاقة مع البرلمان والناطق الرسمي باسم الحكومة الفرنسية | كريستوف كاستانار |  | الجمهورية إلى الأمام! |
|        | كاتب دولة مكلف بالاقتصاد الرقمي                                          | منير محجوبي      |  | الجمهورية إلى الأمام! |
|        | كاتبة دولة مكلفة بالمساواة بين المرأة والرجل                             | مارلان شيابا     |  | الجمهورية إلى الأمام! |
|        | كاتبة دولة مكلفة بذوي الاحتياجات الخاصة                                  | صوفي كلوزال      |  | مستقل                 |

## مقالات ذات صلة
- إيمانويل ماكرون
- إدوار فيليب